# 田联芳
田联芳，直隶内丘（今河北内丘）人，清朝政治人物。曾于1749年接替孙循徽任宝山县知县一职，1750年由刘叔堂接任。